# 朱寘䥵
真寧溫穆王朱寘䥵（1465年—1502年），明朝慶藩第三代真寧王，真寧康簡王朱邃垿的嫡長子。

## 生平
朱寘䥵初封真寧長子。成化二十三年（1487年）二月，真寧康簡王朱邃垿去世。弘治三年（1490年）九月，朱寘䥵襲封真寧王。
弘治十五年（1502年）十一月，朱寘䥵去世，享年三十八歲，諡號溫穆。三年後，嫡長子朱台涍襲爵。

## 家庭

### 妻妾
- 袁氏，初冊為真寧長子夫人，弘治三年（1490年）九月冊為真寧王妃[2]。

### 子孫
- 嫡長子：真寧長子→真寧榮僖王朱台涍
- 第二子：鎮國將軍朱台汪
  - 孫：輔國將軍朱鼒櫛
  - 孫：朱鼒楇
  - 孫：朱鼒𣓁[5]